# ابن زيلاق
محيي الدين بن زيلاق (603 هـ/1206م في الموصل - 660 هـ/1262م في الموصل). هو شاعر وكاتب مسلم في القرن السابع الهجري.

## نسبه
يوسف بن يوسف بن يوسف بن سلامة بن إبراهيم بن الحسن بن إبراهيم، الصدر محيي الدين ابن
زيلاق العباسي الهاشمي الموصلي.

## شعره
من شعره:
وله أيضاً:

## وفاته
مات ابن زيلاق مقتولاً فقد قتله التتار حين استولوا على الموصل سنة 660هـ.